# Copa espanyola d'handbol femenina
|  | Aquest article tracta sobre la competició femenina. Si cerqueu la competició masculina, vegeu «Copa espanyola d'handbol masculina». |

La Copa espanyola d'handbol femenina, coneguda com a Copa de la Reina d'Handbol, és una competició esportiva espanyola de clubs femenins d'handbol, creada l'any 1979. De caràcter anual, és organitzada per la Reial Federació Espanyola d'Handbol. Hi participen els equips de la Lliga espanyola d'handbol femenina i de la segona divisió, disputant diferents rondes d'eliminatòries a doble partit. Els vuit finalistes disputen una fase final en format d'eliminació directa en una seu neutral. L'equip guanyador del torneig és declarat campió de la Copa de la Reina i té dret a participar en la Supercopa d'Espanya de la temporada següent.
El primer campió de la competició fou l'Handbol Esportiu Castelldefels, mentre que el dominador històric és el Balonmano Mar Sagunto amb vint títols, entre 1981 i 2008. En els darrers anys, destaca la irrupció i el domini del Bera Bera RT amb vuit títols (2007, 2009, 2013, 2014, 2016, 2019, 2023, 2024).

## Historial
| En negreta = Equip guanyador (prò.) = Pròrroga (p.) = Penals (1) = Nombre de títols Nota: Noms dels equips segons l'època |

| Edició  | Temp.   | Data       | Campió                       | Resultat     | Subcampió                    | Seu                                      | Refs.  |
| ------- | ------- | ---------- | ---------------------------- | ------------ | ---------------------------- | ---------------------------------------- | ------ |
| I       | 1979-80 | 22-06-1980 | CB Rancho (1)                | 15-11        | BM Íber Valencia             | Huelva                                   | [ 2 ]  |
| II      | 1980-81 | 03-05-1981 | BM Íber Valencia (1)         | 22-10        | ACD Aiete                    | Úbeda                                    | [ 3 ]  |
| III     | 1981-82 |            | BM Íber Valencia (2)         | 25-13        | CB Zaragoza                  | Castelló de la Plana                     |        |
| IV      | 1982-83 | 02-06-1983 | BM Íber Valencia (3)         | 21-16        | GM Leganés                   | Poliesportiu Municipal de Leganés        |        |
| V       | 1983-84 |            | BM Íber Valencia (4)         | 23-13        | CB Hernani                   | Toledo                                   |        |
| VI      | 1984-85 |            | BM Íber Valencia (5)         | 24-9         | CB Mades Seguros             | València                                 |        |
| VII     | 1985-86 |            | BM Íber Valencia (6)         | 16-15        | CB Mades Seguros             | Pavelló Municipal de Hernani             |        |
| VIII    | 1986-87 | 17-05-1987 | BM Íber Valencia (7)         | 17-16        | CB Mades Seguros             | Pavelló Municipal de Castelldefels       | [ 4 ]  |
| IX      | 1987-88 | 12-06-1988 | BM Íber Valencia (8)         | 19-18        | GM Leganés                   | Pavelló Municipal de Majadahonda         | [ 5 ]  |
| X       | 1988-89 |            | BM Íber Valencia (9)         | 28-15        | AD Amadeo Tortajada          | Pavelló Municipal de Mislata             |        |
| XI      | 1989-90 |            | AD Amadeo Tortajada (1)      | 21-17        | CD Universidad de Valladolid | Pavelló Juan de la Cierva, Getafe        |        |
| XII     | 1990-91 |            | BM Íber Valencia (10)        | 20-19        | CD Pegaso                    | Telde/Las Palmas                         |        |
| XIII    | 1991-92 |            | BM Íber Valencia (11)        | 24-23        | AD Amadeo Tortajada          | Pavelló Municipal, Riba-roja de Túria    |        |
| XIV     | 1992-93 | 30-05-1993 | CB Mar Valencia (12)         | 29-21        | SCRD Bidebieta               | Pavelló de Pinto                         | [ 6 ]  |
| XV      | 1993-94 |            | CB Mar Valencia (13)         | 32-22        | GM Leganés                   | Nuevo Pabellón Europa, Leganés           |        |
| XVI     | 1994-95 |            | CB Mar Valencia (14)         | 26-25        | GM Leganés                   | Leganés                                  |        |
| XVII    | 1995-96 |            | CB Mar Valencia (15)         | 28-23 (prò.) | SCRD Bidebieta               | Sant Sebastià                            |        |
| XVIII   | 1996-97 |            | CB Mar Valencia (16)         | 33-21        | SCRD Bidebieta               | Elda                                     |        |
| XIX     | 1997-98 |            | CB Mar Valencia (17)         | 28-20        | AD Amadeo Tortajada          | Poliesportiu Municipal, L'Eliana         |        |
| XX      | 1998-99 |            | CB Mar Valencia (18)         | 34-22        | CB Orsan Elda Prestigio      | Poliesportiu Municipal, L'Eliana         |        |
| XXI     | 1999-00 |            | CB Mar Valencia (19)         | 30-25        | AD Amadeo Tortajada          | Pabellón de la Juventud, Almeria         |        |
| XXII    | 2000-01 |            | AD Amadeo Tortajada (2)      | 21-20        | CB Mar Valencia              | Poliesportiu Municipal, L'Eliana         |        |
| XXIII   | 2001-02 |            | CB Orsan Elda Prestigio (1)  | 33-31 (prò.) | AD Amadeo Tortajada          | Telde                                    |        |
| XXIV    | 2002-03 |            | AD Amadeo Tortajada (3)      | 26-22        | CB Mar Valencia              | Poliesportiu Municipal, L'Eliana         |        |
| XXV     | 2003-04 |            | AD Amadeo Tortajada (4)      | 32-30        | CB Mar Valencia              | Pavelló Ciudad de Elda-Florentino Ibáñez |        |
| XXVI    | 2004-05 | 01-05-2005 | CB Orsan Elda Prestigio (2)  | 27-26        | CB Mar Valencia              | Pavelló Municipal de Vícar               |        |
| XXVII   | 2005-06 | 02-04-2006 | AD Amadeo Tortajada (5)      | 27-26        | Akaba Bera Bera              | Palau dels Esports, Lleó                 | [ 7 ]  |
| XXVIII  | 2006-07 | 01-04-2007 | Akaba Bera Bera (1)          | 25-22        | AD Amadeo Tortajada          | Poliesportiu Municipal, L'Eliana         | [ 8 ]  |
| XXIX    | 2007-08 |            | Balonmano Mar Sagunto (20)   | 33-27        | Akaba Bera Bera              | Estella                                  |        |
| XXX     | 2008-09 | 05-04-2009 | Akaba Bera Bera (2)          | 25-19        | CB Elda Prestigio            | Pavelló Poliesportiu de Monòver          | [ 9 ]  |
| XXXI    | 2009-10 | 28-02-2010 | Asfi Itxako (1)              | 35-29        | CB Mar Alicante              | Palau dels Esports, Lleó                 | [ 10 ] |
| XXXII   | 2010-11 | 27-02-2011 | Asfi Itxako (2)              | 29-21        | CB Elda Prestigio            | Pavelló Insular Antonio Moreno, Telde    | [ 11 ] |
| XXXIII  | 2011-12 | 15-04-2012 | Asfi Itxako (3)              | 35-26        | BM Bera Bera                 | Pavelló Costa Blanca, Altea              | [ 12 ] |
| XXXIV   | 2012-13 | 24-02-2013 | BM Bera Bera (3)             | 25-24        | Rocasa Gran Canaria          | Pavillón Municipal do Porriño            | [ 13 ] |
| XXXV    | 2013-14 | 16-03-2014 | BM Bera Bera (4)             | 26-21        | Rocasa Gran Canaria          | Pavelló Amaya Valdemoro, Alcobendas      |        |
| XXXVI   | 2014-15 | 22-02-2015 | Rocasa Gran Canaria (1)      | 20-19 (prò.) | BM Bera Bera                 | Pavelló Ciutat de Castelló               |        |
| XXXVII  | 2015-16 | 17-04-2016 | BM Bera Bera (5)             | 33-17        | CB Zuazo                     | Pavillón Municipal do Porriño            |        |
| XXXVIII | 2016-17 | 01-05-2017 | Rocasa Gran Canaria (2)      | 27-26 (prò.) | BM Bera Bera                 | Pavillón Municipal do Porriño            | [ 14 ] |
| XXXIX   | 2017-18 | 22-04-2018 | DBB La Calzada (1)           | 20-17        | BM Bera Bera                 | Pavelló Ciudad Jardín, Màlaga            | [ 15 ] |
| XL      | 2018-19 | 28-04-2019 | BM Bera Bera (6)             | 30-17        | BM Aula Cultural             | Poliesportiu Lasesarre, Barakaldo        | [ 16 ] |
| XLI     | 2019-20 | 06-09-2020 | Rincón Fertilidad Málaga (1) | 24-20        | Elche Visitelche.com         | Pavelló El Limón, Alhaurín de la Torre   | [ 17 ] |
| XLII    | 2020-21 | 23-05-2021 | Elche Visitelche.com (1)     | 32-26        | Aula Alimentos Valladolid    | Pavelló Rita Hernández, Telde            | [ 18 ] |
| XLIII   | 2021-22 | 01-05-2022 | Costa del Sol Málaga (2)     | 33-26        | Mecalia Atlético Guardés     | Donostia Arena 2016, Sant Sebastià       | [ 19 ] |
| XLIV    | 2022-23 | 23-04-2023 | Super Amara Bera Bera (7)    | 31-25        | KH-7 BM Granollers           | Pavelló Martín Carpena, Màlaga           | [ 20 ] |
| XLV     | 2023-24 | 12-05-2024 | Super Amara Bera Bera (8)    | 32-24        | Aula Valladolid              | Donostia Arena, Sant Sebastià            | [ 21 ] |

## Palmarès
| Equip                          | Campió | Subcampió | Finals | Anys campió | Anys subcampió                                       |
| ------------------------------ | ------ | --------- | ------ | --- | ---------------------------------------------------- |
| Balonmano Mar Sagunto          | 20     | 6         | 26     | 1980-81, 1981-82, 1982-83, 1983-84, 1984-85, 1985-86, 1986-87, 1987-88, 1988-89, 1990-91, 1991-92, 1992-93, 1993-94, 1994-95, 1995-96, 1996-97, 1997-98, 1998-99, 1999-00, 2007-08 | 1979-80, 2008-09, 2000-01, 2002-03, 2003-04, 2004-05 |
| Balonmano Bera Bera            | 8      | 6         | 14     | 2006-07, 2008-09, 2012-13, 2013-14, 2015-16, 2018-19, 2022-23, 2023-24 | 2005-06, 2007-08, 2011-12, 2014-15, 2016-17, 2017-18 |
| AD Amadeo Tortajada            | 5      | 6         | 11     | 1989-90, 2000-01, 2002-03, 2003-04, 2005-06 | 1988-89, 1991-92, 1997-98, 1999-00, 2001-02, 2006-07 |
| Sociedad Deportiva Itxako      | 3      | 0         | 3      | 2009-10, 2010-11, 2011-12 | —                                                    |
| Elda Prestigio                 | 2      | 3         | 5      | 2001-02, 2004-05 | 1998-99, 2008-09, 2010-11                            |
| Club Balonmano Remudas         | 2      | 2         | 4      | 2014-15, 2016-17 | 2012-13, 2013-14                                     |
| Club Balonmano Femenino Málaga | 2      | 0         | 1      | 2019-20, 2021-22 | —                                                    |
| CE Handbol Castelldefels       | 1      | 0         | 1      | 1979-80 | —                                                    |
| DBB La Calzada                 | 1      | 0         | 1      | 2017-18 | —                                                    |
| Club Balonmano Elche           | 1      | 0         | 1      | 2020-21 | —                                                    |
| Gimnasio Municipal de Leganés  | 0      | 4         | 4      | — | 1982-83, 1987-88, 1993-94, 1994-95                   |
| CB Mades Seguros               | 0      | 3         | 3      | — | 1984-85, 1985-86, 1986-87                            |
| SCRD Bidebieta                 | 0      | 3         | 3      | — | 1992-93, 1995-96, 1996-97                            |
| CD Balonmano Aula Cultural     | 0      | 3         | 3      | — | 2018-19, 2020-21, 2023-24                            |
| ACD Aiete                      | 0      | 1         | 1      | — | 1980-81                                              |
| Club Balonmano Zaragoza        | 0      | 1         | 1      | — | 1981-82                                              |
| Club Balonmano Hernani         | 0      | 1         | 1      | — | 1983-84                                              |
| CB Universidad de Valladolid   | 0      | 1         | 1      | — | 1989-90                                              |
| Club Deportivo Pegaso          | 0      | 1         | 1      | — | 1990-91                                              |
| Club Balonmano Zuazo           | 0      | 1         | 1      | — | 2015-16                                              |
| Club Balonmán Atlético Guardés | 0      | 1         | 1      | — | 2021-22                                              |
| Club Balonmano Granollers      | 0      | 1         | 1      | — | 2022-23                                              |